# Meisó japán császárnő
Meisó császárnő (明正天皇 Meishō tennó), (1629. december 22. – 1643. november 14.) volt Japán 109. uralkodója a hagyományos öröklési rend szerint. Uralkodása 1629-től 1643-ig tartott.
Japán történelmében Meisó volt a hetedik a nyolc nő közül, aki császárnői rangot töltött be. Az őt megelőző másik hat uralkodónő Szuiko, Kógjoku (Szaimei), Dzsitó, Gemmei, Gensó, és Kóken (Sótoku) voltak, utána az utolsó császárnő Go-Szakuramacsi volt.

## Származása
Mielőtt Meisóként elfoglalta volna a krizantém trónt, Okiko (興子 Okiko) néven ismerték, és beiktatása előtt az Onna-Icsi-no-mija(以茶宮 Onna-Ichi-no-miya) címet viselte. Ő volt Go-Mizunoo császár második lánya. Anyja Tokugava Maszako volt, a második sógunnak, Tokugava Hidetadának és feleségének, Oejonak lánya.
Meisó a Heian palota belső lakosztályaiban élt. Saját gyermekei nem voltak. A neve két korábbi császárnő, Genmei (元明 Genmei) és Gensó (元正 Genshō) nevének kombinációjából ered.

## Élete
Okiko hercegnő akkor lépett trónra, mikor apja, Go-Mizunoo császár, lemondott a javára.
Meisó uralkodásának évei megfelelnek a Tokugava Iemicu vezette sógunátus idejének.
- 1624. január 9. Megszületett a császári hercegnő, aki később a Meisó császárnő nevet viseli majd.
- 1627. (Kanei 6): A "Lila Palást Incidens" (紫衣事件 shi-e jiken): Go-Mizunoo császárt megvádolták, hogy több mint tíz papnak méltósági lila öltözéket ajándékozott, annak ellenére, hogy ezt egy sóguni rendelet két évre megtiltotta (valószínűleg azért, hogy megszakítsa a kapcsolatot a császár és a vallási körök között). A sógunátus közbelépett és érvénytelenítette az adományt.
- 1629. december 22. (Kanei 6, a 11. hónap 8. napja): A császár lemondott a trónról a lánya javára. Az új császárnő uralkodása elkezdődött. Ekkor  ötéves  volt, és ő volt az első nő Sótoku császárnő óta (718–770), aki elfoglalta a trónt, de állítólag Meisó apja uralkodott a nevében, amíg a császárnő le nem mondott az öccse javára.
- 1632. (Kanei 9, az 1. hónap 24. napja): Az előző sógun, Tokugava Hidetada meghalt.
- 1633. (Kanei 10, az 1. hónap 20. napja): Szagami tartományban, Odavarában földrengés pusztított.
- 1634. (Kanei 11): Tokugava Iemicu sógun Mijakoba látogatott.
- 1635. (Kanei 12): Korea uralkodójától, Indzsó királytól nagykövet érkezett Mijakoba.
- 1637. (Kanei 14): Jelentős keresztény lázadás tört ki Arimában és Simabarában; a sóguni haderőket kiküldték, hogy elfojtsák a zavargást.
- 1638. (Kanei 15): Az arimai és simabarai lázadást leverték;  37000 lázadót öltek meg. A keresztény vallást kiirtják Japánban.
- 1640. (Kanei 17): Egy hatvanegy főből álló delegáció érkezett Makaóból egy spanyol hajóval július 6-án. Augusztus 9-én mindannyiukat lefejezték, a fejüket karókra tűzték.
- 1641. (Kanei 18): Meisó féltestvérét, Cuguhitót koronaherceggé nevezték ki.
- 1643. (Kanei 20): Korea királyától nagykövet érkezett Japánba.
- November 14, 1643 (Kanei 20, a 9. hónap 29. napján): Meisó tennó, uralkodásának 15. évében (明正天皇15年), lemondott; az öccse örökölte a trónt.
- 1643. (Kanei 20, a 4. hónap 23. napján): Go-Kómjó császár elfoglalta a trónt.

Meisó császárnő tizenöt évig uralkodott. Habár hét másik császárnő is volt, az utódaikat többnyire a császári család apai ágából választották ki, ezért néhány konzervatív tudós amellett érvel, hogy a nők uralkodása csak ideiglenes, és a kizárólagos férfi-öröklődés hagyományát fenn kell tartani a 21. században. E hagyományos érvelés ellen példa Gensó császárnő, aki az anyjától, Genmei császárnőtől örökölte a trónt.
- 1696. december 4.: Az volt császárnő 74 évesen meghalt.

A császárnő kamiját a császári mauzóleum őrzi, Cukinova no miszaszagi, a Szenjú-dzsi templomban, Higasijama-kuban, Kiotó városában.
Ugyanitt van eltemetve az apja, Go-Mizunoo és a közvetlen császári utódai: Go-Kómjó, Go-Szai, Reigen, Higasijama, Nakamikado, Szakuramacsi, Momozono, Go-Szakuramacsi és Go-Momozono.

## Kugjó
Kugjō (公卿) egy gyűjtőfogalom, azon kevés nagy hatalommal rendelkező embert jelenti, akik csatlakoztak a japán császári bírósághoz a korai Meidzsi-korban. Azokban az években is, amikor a bíróság tényleges befolyása a császári palota falain kívül minimális volt, a hierarchia megmaradt.
Gyakorlatilag ez az elit csoport csak három vagy négy tagot számlált egy időben. Ők voltak az örökletes udvaroncok, akik a tapasztalataik és hátterük segítségével karrierjük csúcsára emelkedhettek. Meisó uralkodása alatt ők jutottak a Daijō-kan csúcsára:
- Icsidzsó Akijosi szessó (1629–1635.)
- Nidzsó Jasumicsi szessó (1635–1647.)
- Szadaidzsin
- Udaidzsin
- Naidaidzsin
- Dainagon

## Meisó uralkodásának korszakai
Meisó uralkodása egy korszakba, nengóba tartozik:
- Kan'ei (1624–1644)

## Fordítás
- Ez a szócikk részben vagy egészben  az   Empress Meishō című angol Wikipédia-szócikk ezen változatának fordításán alapul.  Az eredeti cikk szerkesztőit annak laptörténete sorolja fel. Ez a jelzés csupán a megfogalmazás eredetét és a szerzői jogokat jelzi, nem szolgál a cikkben szereplő információk forrásmegjelöléseként.